# Eileen Bennett (actriz)
Eileen Bennett (Londres, Inglaterra, 8 de julio de 1919 - 9 de marzo de 2025) fue una actriz y modelo británica.

## Carrera
Asistió a la Real Academia de Arte Dramático y comenzó como modelo. Debutó en la gran pantalla en la película de 1939 The Outsider, en un papel no acreditado. Ese mismo año, interpretó a Eve en el thriller Trunk Crime. Además, en 1939, sustituyó a Jasmine Bligh como presentadora de televisión cuando esta se encontraba de baja. Fue descrita como «la nueva estrella cinematográfica británica» en 1942. Tuvo papeles importantes en la comedia Much Too Shy (1942) y Thursday's Child (1943).

## Vida personal
Bennett se casó con Thomas Hammond West Jr. durante la Segunda Guerra Mundial. La pareja tuvo dos hijos: David Hammond y el actor de cine Nicholas Hammond.

## Filmografía

### Cine
| Año  | Título              | Director                            | Papel                    | Nota          |
| ---- | ------------------- | ----------------------------------- | ------------------------ | ------------- |
| 1939 | The Outsider        | Paul L. Stein                       |                          | Sin acreditar |
| 1939 | Q Planes            | Ver listaTim Whelan Arthur B. Woods |                          | Sin acreditar |
| 1939 | The Gang's All Here | Thornton Freeland                   | Vendedora de cigarrillos | Sin acreditar |
| 1939 | Trunk Crime         | Roy Boulting                        | Eve                      |               |
| 1941 | He Found a Star     | John Paddy Carstairs                | Somnolienta              | Sin acreditar |
| 1942 | Back-Room Boy       | Herbert Mason                       | Bit                      | Sin acreditar |
| 1942 | Breach of Promise   | Ver listaHarold Huth Roland Pertwee |                          | Sin acreditar |
| 1942 | Much Too Shy        | Marcel Varnel                       | Jackie Somers            |               |
| 1943 | Thursday's Child    | Rodney Ackland                      | Phoebe Wilson            |               |

### Televisión
| Año  | Título         | Papel    | Nota           |
| ---- | -------------- | -------- | -------------- |
| 1939 | Cæsar's Friend | Marcella | Película de TV |